# Sunny Dhinsa
Sunny Dhinsa (Abbotsford, 20 mei 1993) is een Canadees professioneel worstelaar, die sinds 2023 actief is in de World Wrestling Entertainment.. Hij staat bekend onder zijn ringnaam Akam.
Hij vormt samen met Rezar een tag team genaamd The Authors of Pain. Hun manager was de legendarische worstelmanager Paul Ellering. Zij wonnen eenmaal het NXT Tag Team Championship en WWE Raw Tag Team Championship. Bij hun tijd in NXT hebben zij eenmaal het 2016 Dusty Rhodes Tag Team Classic toernooi gewonnen.

## Begin carrière
Sunny Dhinsa heeft een achtergrond in het klassiek worstelen. Hij won medailles op de Pan-Amerikaanse Spelen en is drievoudig Canadees kampioen in het zwaargewicht.
In 2016 verkiest hij een contract bij de WWE boven kwalificatie voor de Olympische Spelen.

## WWE

### NXT
Op 8 juni 2016 maakt Sunny Dhinsa zijn debuut voor NXT als onderdeel van het tag team The Authors of Pain.
Het duo wint in 2016 de 'Dusty Rhodes Tag Team Classic' en op 27 januari 2017 winnen de Authors of Pain het NXT Tag Team Championship.

### WWE Raw
Op 9 april 2018 maakt Sunny Dhinsa als onderdeel van The Authors of Pain zijn debuut op WWE Raw. Zij verslaan het team van Heath Slater & Rhyno. Na de wedstrijd breken zij met hun manager Paul Ellering

## In het worstelen
- Finishers
  - Pumphandle Death valley driver
- Signature moves
  - Backbreaker rack
  - Death Valley driver
  - DDT
  - Running big boot
  - Running powerslam
  - Powerbomb
  - Russian legsweep
- met Rezar
  - Double-team finishers
    - The Last Chapter (combinatie van Russian legsweep (Akam) & Lariat (Rezar))
    - Super Collider (Stereo powerbombs, na het tegen elkaar stoten van hun tegenstanders)

## Prestaties
- Pro Wrestling Illustrated
  - Gerangtschikt op nummer 204 van de top 500 worstelaars in de PWI 500 in 2018[2]
- WWE
  - NXT Tag Team Championship (1 keer) – met Rezar
  - WWE Raw Tag Team Championship (1 keer) – met Rezar
  - Dusty Rhodes Tag Team Classic (2016) – met Rezar